# Amityville 1992: It's About Time
Amityville 1992: It's About Time è un film del 1992, diretto dal regista Tony Randel.
Si tratta del sesto film della saga di Amityville. Venne diffuso direct-to-video nel 1992 dalla Republic Pictures Home Video. In Italia il film è inedito.
Quando nel luglio 2005 il film è uscito in DVD, edito dalla Lionsgate Home Entertainment e dalla FremantleMedia North America il titolo è stato cambiato in Amityville: It's About Time..

## Trama
Jacob Sterling, entrato nell'abbandonata villa di Amityville, ruba un orologio, al cui interno si scoprirà trovarsi uno spirito demoniaco che, liberatosi, comincerà a seminare il terrore.

## Curiosità
- Nell'edizione in DVD, uscita nel 2005 col nuovo titolo "Amityville: It's About Time", nei titoli di testa si può notare un grande spazio nero dove in precedenza appariva la scritta "1992" del titolo.
- Il film venne girato in soli 25 giorni.
- Come il quarto film della serie, Amityville Horror - La fuga del diavolo, anche questo film è solo leggermente ispirato alla serie di racconti contenuti in Amityville: The Evil Escapes di John G. Jones.